# Carpații Occidentali Interiori
Carpații Occidentali Interiori sunt o diviziune a Munții Carpați, aflată în Slovacia și nordul Ungariei, și formată din patru grupe principale: Munții Metaliferi Slovaci, Grupa Fatra-Tatra, Munții Slovaciei Centrale și Grupa Matra (denumită în Slovacia „Grupa Mátra-Slanec”, și în Ungaria „Munții Ungariei de Nord”). Aceasta din urmă este separată de restul grupelor prin depresiunea Lučenec-Košice din sudul Slovaciei.